# Grace Alele-Williams
Pour les articles homonymes, voir Alele (homonymie) et Williams.
Grace Alele-Williams est une mathématicienne nigériane née le 16 décembre 1932 à Warri et morte le 25 mars 2022 à Lagos,.
Elle est connue pour être la première femme du Nigeria d'une part à obtenir un doctorat et d'autre part à diriger une université nigériane, l'université du Bénin.

## Biographie

### Enfance et éducation
Grace Alele-Williams étudie à l'école Government School à Warri, où elle est née, puis au Queen's College (en) à Lagos. Elle entre à l'université d'Ibadan puis elle poursuit à l'université du Vermont aux États-Unis et l'université de Chicago. Elle obtient son doctorat en enseignement des mathématiques à l'université de Chicago en 1963, avec une thèse intitulée Dynamics of Education in the Birth of a New Nation : Case study of Nigeria.

### Carrière
Sa carrière d'enseignante débute à la Queen's School (en) à Ede dans l'État d'Osun, où Grace Alele-Williams enseigne les mathématiques de 1954 à 1957. Elle part pour l'Université du Vermont pour devenir graduate assistant puis professeur assistant. Entre 1963 et 1965, Alele-Williams bénéficie d'une bourse de recherche post-doctorale, au département (et institut) d'Éducation de l'université d'Ibadan où elle obtient le statut de professeure de mathématiques à l'université de Lagos en 1976.
Grâce à sa participation à divers comités et conseils d'administration, Grace Alele-Williams a apporté des contributions utiles sur le plan du développement éducatif au Nigeria. Elle est secrétaire générale du comité d'examen du programme d'études, dans l'ancien état de Bendel de 1973 à 1979. De 1979 à 1985, elle occupe la même fonction dans l'état de Lagos où elle s'occupe également des commissions d'examens.
Grace Alele-Williams est membre du conseil d'administration de l'Institut d'éducation de l'UNESCO. Elle est également consultante à l'UNESCO et à l'Institut de planification de l'éducation internationale (Institute of International Education Planning, IIEP),. Durant une décennie (1963–73) elle est membre du Programme Africain de Mathématiques, situé à Newton dans le Massachusetts aux États-Unis. Elle y travaille sous la direction de Ted Martins, professeur au MIT. Elle est également vice-présidente de la World Organisation for Early Childhood Education dont elle préside plus tard la section nigériane.
Après avoir été vice-chancelière de l'université du Bénin,,, elle rejoint le conseil d'administration de Chevron-Texaco au Nigeria. Elle fait également partie des administrateurs de HIP Asset Management Company Ltd, une entreprise de gestion d'actifs à Lagos, au Nigeria.

### Famille
Grace Alele-William a cinq enfants et dix petits-enfants avec son mari, le professeur Babatunde Williams.

## Récompenses et distinctions
- Ordre du Niger 1987
- Membre de la Mathematical Association of Nigeria et de la Nigerian Academy of Education
- Lauréate du prix du Mérite de l'État de Bendel
- Vice-Présidente régionale pour l'Afrique de la Third World Organization for Women in Science [11]
- Secrétaire générale de l'AMUCWMA, l'African Mathematical Union Commission for Women in Mathematics

## Publications
En anglais :
- Modern Mathematics Handbook for Teachers
- Common uses of resources in higher education in Africa
- Education and government in Northern Nigeria
- Towards education in Nigeria for the twenty-first century
- Nigerian University System, 1994
- The Entebbe Mathematics Project, dans International Review of education, UNESCO, Hambourg, 17, n° 2, 1971, p. 210-214.
- Dynamics of curriculum change in mathematics : Lagos State Mathematics Project, dans West African Journal of Education, 18, n° 2, 1974, p. 241-253.
- The development of a modern mathematics curriculum in Africa, dans Arithmetic Teacher, n° 4, 1976, p. 254-261